# My Michelle
My Michelle é uma canção presente no álbum Appetite for Destruction da banda estadunidense Guns N' Roses. A canção é a única do álbum em que Slash não usa uma Gibson Les Paul, trocando-a por uma Gibson SG para ter um som mais sombrio.

## Composição e entendimento da letra
A canção é inspirada em Michelle Young, uma amiga de Slash desde o ensino médio. Quando Axl Rose e Young estavam no carro, "Your Song" de Elton John tocou e Young disse que adoraria que uma canção sobre ela fosse escrita.
Axl primeiro escreveu uma música romântica, mas achou que não tinha a ver com a vida de Michelle, então desistiu e resolveu fazer algo mais honesto. Inicialmente, alguns membros da banda, principalmente Slash, temeram gravar essa versão, achando que Young não fosse gostar. Mas ela aprovou, principalmente a sinceridade, mais notavelmente citando seus vícios, a morte de sua mãe e o trabalho de seu pai na indústria pornográfica, na qual ela é referida no primeiro verso:
Your daddy works in porno (Seu pai trabalha com pornô)

Now that mommy's not around(Agora sua mãe não está aqui)

She used to love her heroin(Ela costumava amar sua heroína)

But now she's underground (Mas agora ela está enterrada)

So you stay out late at night (Então fique fora à noite inteira)

And you do your coke for free (E você consegue sua cocaína de graça)

Drivin' your friends crazy (Deixando seus amigos loucos)

With your life's insanity (Com a insanidade da sua vida)
Slash declarou em sua autobiografia, que Michelle mantem-se limpa e cruza o país para escapar do seu antigo estilo de vida Izzy Stradlin escreveu o riff calmo que abre a canção, inicialmente visando uma canção acústica, e Slash acrescentou o riff mais pesado que é a base de "My Michelle".

## Apresentações ao-vivo
Sebastian Bach, ex-vocalista do grupo Skid Row, cantou esta música em dueto com Axl nos shows da turnê de 2006 e voltou a toca-la em 2012 na turnê do último disco do Guns N' Roses, o Chinese Democracy.

## Pessoal
- Axl Rose - vocais
- Slash - guitarra principal
- Izzy Stradlin - guitarra rítmica
- Duff McKagan - baixo
- Steven Adler - bateria

## Covers
- Está música foi regravada pela banda punk AFI na sua coleção chamada Punks Goes Metal.
- As versões do Mega Man X3 nas versões Super NES, Sega Saturn, e PlayStation, a música de entrada do Neon Tiger é extremamente similar com a canção. A Capcom confirmou a sua coincidência.